# Sistema arxivístic
Un sistema arxivístic és un conjunt de normes i institucions que participen en la direcció, seguiment, coordinació i inspecció dels programes per la conservació, tractament i difusió d'un conjunt de documents. Componen el sistema arxivístic els arxius, els serveis arxivístics, la gestió o administració d'arxius, la legislació arxivística i el personal.
Antonia Heredia considera que un «sistema d'arxius es configura amb una xarxa de centres per estructurar la recollida, transferència, dipòsit, organització, descripció i servei dels documents». José Ramón Cruz Mundet analitza el sistema arxivístic espanyol, d'altres països i de la Unió Europea i conclou que un sistema d'arxius es configura pels òrgans directors i consultius, els centres, els serveis i la legislació que els afecta. Per Eduardo Núñez presenta una compilació completa dels diferents sistemes d'arxiu i els vincula al cicle de vida dels documents.

## Elements que el constitueixen
Un sistema d'arxius és conformat per: els òrgans directors i consultius, la xarxa de centres, els serveis, els recursos i el marc legal.

### Òrgans
Pel que fa als òrgans, normalment tots els sistemes confereixen la capacitat de lideratge a un organisme que aplega les competències de regular i impulsar les polítiques arxivístiques. En el cas del sistema arxivístic espanyol es conforma segons aquests òrgans: La Subdirecció General d'Arxius i Gestió Documental, la Junta Superior d'Arxius, el Centre d'Informació Documental d'Arxius (CIDA), la Comissió Superior Qualificadora de Documents Administratius, el Servei de Reproducció de Documents, altres òrgans derivats de les disposicions de la Llei de patrimoni històric espanyol de 1985. En el cas de Catalunya els òrgans serien: la Direcció del Sistema, el Consell Nacional d'Arxius i la Comissió Nacional d'Accés, Avaluació i Tria Documental.

### Xarxa de centres
La xarxa de centres esdevé un esment present a totes les formulacions dels sistemes arxivístics. Algunes legislacions es limiten a reconèixer l'existència de dos blocs ben diferenciats - arxius públics i arxius privats , mentre que en els altres es palesa l'interès de definir la tipologia d'arxius que conformen la realitat del territori objecte de regulació. En aquest sentit, és evident que aquestes dues variants mostren la diferent voluntat política d'operar sobre el sistema i l'assumpció del cicle vital dels documents com un dels elements estructuradors del sistema.

### Recursos
Els recursos infraestructurals, humans i econòmics constitueixen un element cabdal en la voluntat de crear un sistema d'arxius mínimament creïble. És necessari unes infraestructures, personal, recursos tècnics i científics i recursos tecnològics.
Per tenir un bon sistema arxivístic és necessari edificis i instal·lacions, amb una correcta dimensió i ubicació per cada tipus d'arxiu del sistema. S'ha de disposar d'unes bones infraestructures, ja que sinó es pot estar construint un sistema d'arxius teòric perfecte, però en els aspectes materials no passa de ser un sistema virtual.
Però, el que realment articula un sistema d'arxius són els arxivers, tant en els llocs de decisió com els d'execució. Tant el disseny com la planificació d'un sistema arxivístic està a càrrec d'especialistes, professionals o experts en la matèria.
Sobre els recursos tècnics i científics del sistema, ens referim als suposats científics i metodològics de l'Arxivística aplicats a un sistema arxivístic concret. I, els recursos tecnològics els identifiquem amb les noves tecnologies i, aquestes, amb la Informàtica, la Telemàtica, l'Ofimàtica i les Telecomunicacions.

### Marc legal
Tot sistema arxivístic està regulat per un conjunt de normes en les que, hem de distingir dues classes. La primera és la formada pel conjunt de normes legals que s'han d'aplicar en la gestió del sistema, ja que obeeixen al marc legal, jurídic i reglamentari del país o l'Estat en què es trobi el sistema arxivístic. Aquest conjunt de normatives legals es veuen molt evidents en el cas dels arxius públics, és a dir, els arxius integrats en els sistemes arxivístics de les administracions públiques. En el cas d'arxius privats i els seus fons han d'acomodar-se a les diverses normatives legals. La segona classe de normes, es refereix a les normes tècniques per a l'organització i gestió del sistema arxivístic.

## Models
Els sistemes arxivístics poden respondre a models centralitzats o descentralitzats.

### Centralitzat
En els països d'encuny centralista, els òrgans, la capacitat legislativa, els arxius, els recursos i els instruments de gestió i coordinació els assumeix una autoritat arxivística central. Les característiques més comunes són les següents: l'establiment d'una direcció general d'arxius de l'Estat, l'existència d'una xarxa d'arxius nacionals, regionals i provincials que constitueixen l'estructura bàsica, el control efectiu sobre la totalitat dels arxius del país pel que fa a l'acompliment de les normes tècniques, la selecció i la formació del personal i la possibilitat ge generar una legislació que s'aplica de manera uniforme arreu del territori.
Són exemples de països amb estructura centralitzada els casos de França, Itàlia, Països Baixos, Rússia i la majoria de països d'Amèrica Llatina.

### Descentralitzat
Als països d'estructura descentralitzada, el model arxivístic és sensiblement diferent. El model descentralitzat es caracteritza per: la inexistència d'una autoritat central o d'un sistema estatal, la formalització d'un òrgan que garanteixi la coordinació mitjançant acords o convenis entre les parts i el fet que la legislació de l'Estat ha de conviure amb les lleis pròpies dels diferents territoris autònoms. Són exemples de països amb model arxivístic descentralitzat als casos d'Alemanya i de Brasil.

## Sistema arxivístic institucional
El sistema arxivístic institucional és un sistema propi d'una institució, organització o administració pública per portar a terme la planificació, organització i gestió dels seus fons. El sistema arxivístic té dos elements bàsics: un fons de documents i la institució que gestiona aquest fons.  S'hi poden afegir els serveis tècnics per a garantir la millora conservació i els serveis informàtics per fer els catàlegs i organitzar les consultes en línia. Per la consulta en línia es pot augmentar l'accessibilitat, sobretot per a documents fràgils i únics.